# Gonomyia unicolor
Gonomyia unicolor là một loài ruồi trong họ Limoniidae. Chúng phân bố ở vùng Tân nhiệt đới.